# Ванин, Фёдор Варламович
Фёдор Варла́мович Ва́нин (25 сентября 1922, д. Языковка, Нижегородская губерния — 27 декабря 1996, Ростов-на-Дону) — пехотинец, командир стрелкового батальона 836-го стрелкового полка 240-й стрелковой дивизии 38-й армии Воронежского фронта. Герой Советского Союза (1943). На момент присвоения звания Героя — капитан, впоследствии — генерал-майор.

## Биография

### Юность
Фёдор Варламович Ванин родился 25 сентября 1922 года в крестьянской семье в деревне Языковка Лукояновского уезда Нижегородской губернии (ныне — Ичалковского района Мордовии).
В 1937 году Фёдор поступил в Лукояновское педагогическое училище. Все годы учёбы юноша жил на квартире у работника городского Совета В. А. Якушина. В быту был скромен и неприхотлив. Учился Фёдор прилежно, много читал. В училище он стал комсомольцем.
После окончания в 1940 году училища Ванин был принят на работу преподавателем русского языка и литературы в Кремницкую школу Бутурлинского района, Горьковской области.
12 декабря 1940 года Фёдора призвали в ряды Красной Армии. После окончания ускоренных офицерских курсов Свердловского пехотного училища младший лейтенант Ванин в должности командира взвода участвует в битве под Москвой, затем — Сталинградская битва, Курская дуга. Во время Курской битвы Фёдор подорвался на мине. Несколько месяцев провёл в госпитале.
В 1942 году Фёдор Ванин вступил в коммунистическую партию.

### Подвиг пехотинца
Подвиг Фёдор Ванин совершил 27 сентября 1943 года севернее Киева при форсировании Днепра. Фёдор Варламович тогда был капитаном, командовал стрелковым батальоном. Вслед за отделением разведчиков через Днепр переправился десант, состоявший из стрелковой роты, взвода станковых пулемётов и взвода противотанковых ружей. Вместе с десантом переправился и капитан Ванин. Целые сутки советские бойцы под его командованием удерживали плацдарм, отбивая многочисленные контратаки фашистов. Фёдор Варламович был ранен, но продолжал командовать, вести огонь из автомата и метать гранаты. Лютежский плацдарм, который сыграл важную роль в освобождении Киева, был удержан.
Указом Президиума Верховного Совета СССР от 29 октября 1943 года капитану Фёдору Ванину было присвоено звание Героя Советского Союза. В момент совершения подвига ему был 21 год.
После освобождения Киева Ванин прошёл всю Украину, Молдавию, освобождал Румынию.
За годы войны Фёдор Варламович был трижды ранен.

### Послевоенные годы
После войны в 1948 году Ванин Ф. В. с золотой медалью окончил Военную академию имени М. В. Фрунзе.
Ванин дважды (в 1945 и 1946 годах) навестил Лукояновское педагогическое училище.
В Вооружённых Силах Фёдор Варламович Ванин служил на должностях:
- командира стрелкового батальона;
- заместителя командира полка (5 лет);
- командира мотострелкового полка (5,5 лет);
- начальника штаба мотострелковой дивизии (6,5 лет);
- заместителя военного округа (16,5 лет);
- заместителя начальника штаба Северо-Кавказского военного округа (1980-е годы).

В 1975 году Ванин присутствовал на приёме в Кремле по случаю 30-летия Победы на фашистской Германией.
В сентябре 1978 года Фёдор Варламович являлся консультантом от Северо-Кавказского военного округа на съёмках телефильма по книге Брежнева Л. И. «Малая земля».
В послевоенные годы Ф. В. Ванин жил в Ростове-на-Дону.
Умер 27 декабря 1996 года. Похоронен в Ростове-на Дону.

## Память

Могила Ванина на Северном кладбище Ростова-на-Дону.

- В парке Славы столицы Мордовии — города Саранска — в честь Героя установлена мемориальная доска.
- В Киеве стоит памятник командующему Первым Украинским фронтом генералу армии Ватутину. На пьедестале памятника изображены фигуры воинов-освободителей, и в их числе фигура Ф. В. Ванина.
- В Ростове-на-Дону имеется улица, названная в честь Героя[2].

## Награды
- Медаль «Золотая Звезда»
- Орден Ленина
- Орден Красного Знамени
- Орден Трудового Красного Знамени
- Два ордена Красной Звезды
- Два ордена Отечественной войны I степени
- Медаль «За отвагу» (1943)
- Медаль «За боевые заслуги»
- Медаль «За оборону Москвы»
- Медаль «За победу над Германией в Великой Отечественной войне 1941-1945 гг.»
- Юбилейная медаль «За воинскую доблесть» и другие.